# Anthurium bernardii
Anthurium bernardii Croat, 1985 publ. 1986 è una pianta della famiglia delle Aracee, endemica del Venezuela.